# Dziani Boundouni
Dziani Boundouni ist ein vulkanisch verursachter Kratersee auf der Insel Mohéli im Inselstaat Komoren.

## Geographie
Der See liegt im Südosten der Insel, sehr nahe an der Küste. Die umgebenden Kraterränder steigen sehr steil an. Sie erreichen zum Inselinnern, im Norden teilweise 160 m Höhe und auf der südlichen, meerzugewandten Seite bis zu 120 m. Die nächstgelegene Siedlung ist Hamavouna an der Küste im Westen. Von dort führt ein Weg um den Nordrand des Sees nach Itsamia an der Ostküste. Man kann den See von der Inselhauptstadt Fomboni im Nordwesten in einem Tagesmarsch erreichen.
Der See führt Brackwasser beziehungsweise auch „Schwefelwasser“. Der See ist etwa 400 m lang und knapp 200 m breit.